# Венеција севера
Венеција севера је свеобухватни назив за градове северне Европе који имају канале, те се тиме пореде са Венецијом у Италији, познатом по свом Гранд-каналу. Иако је назив примењив за велики број градова и села, седам најпознатијих су:
- Амстердам, Холандија, Краљевина Холандија[1]
- Санкт Петербург, Руска Федерација[2]
- Бриж, Фландрија, Краљевина Белгија[3]
- Стокхолм, Краљевина Шведска[4]
- Копенхаген, Краљевина Данска[5]
- Хамбург, Савезна Република Немачка[6]
- Манчестер, Енглеска, Уједињено Краљевство[7]